# Willy Canchanya
Willy David Canchanya Canchanya, né le 28 juin 1991 à Chuamba, près de Huancayo, est un coureur de fond péruvien. Il est champion d'Amérique du Sud de course en montagne 2013 et a remporté la médaille d'argent sur 1 500 mètres aux Jeux sud-américains de 2018.

## Biographie
À l'âge de 42 ans, le père de Willy décide de courir le marathon des Andes, attiré par les primes de victoire. Réalisant que son objectif est inatteignable, il décide d'encourager ses enfants à pratiquer l'athlétisme afin qu'ils puissent obtenir ce qu'il n'y arrive pas. Willy et sa sœur Clara se prêtent au jeu et s'y investissent davantage durant leur adolescence,,. Très précoce, Willy s'illustre aux championnats d'Amérique du Sud juniors d'athlétisme 2009 à São Paulo en décrochant la médaille d'argent sur 5 000 mètres en 14 min 42 s 45 derrière le Chilien Iván López.
Le 1er février 2010, il remporte le titre de champion du Pérou junior de cross-country. Il s'illustre ensuite aux championnats d'Amérique du Sud de cross-country à Guayaquil en décrochant la médaille d'argent en junior derrière Jorge Luis Arias. Willy remporte son premier titre senior en devenant champion du Pérou du 5 000 mètres.
Le 22 septembre 2012, il s'empare du bronze sur 10 000 mètres lors des championnats d'Amérique du Sud espoirs d'athlétisme à São Paulo.
Le 21 juillet 2013, il prend part aux championnats d'Amérique du Sud de course en montagne à Cajamarca. Avec une participation des autres nations inexistante composée d'un seul étranger, le Brésilien Wellington Bezerra da Silva, il remporte aisément le titre sans réelle concurrence,.
Willy confirme son statut d'excellent coureur de fond le 9 avril 2015 en battant le record national du 5 000 mètres en 13 h 54 min 66 s auparavant détenu par Roger Soler depuis trente ans.
Après avoir obtenu une première qualification pour le marathon des Jeux olympiques d'été de 2016 en courant 2 h 14 min 24 s au marathon de Toronto 2015, Willy voit cependant sa place prise par Raúl Machacuay lorsque ce dernier parvient à décrocher la dixième place en 2 h 13 min 26 s lors du marathon de Rotterdam 2016. Ses tentatives suivantes s'avèrent infructueuses et il ne prend pas part aux Jeux olympiques.
Willy connaît une excellente saison 2018. Le 24 mars, il prend part aux championnats du monde de semi-marathon à Valence. Effectuant une excellente course, il se classe meilleur Sud-Américain à la 27e place en 1 h 2 min 11 s. Il établit ainsi les nouveaux records nationaux du 20 kilomètres et du semi-marathon. Il démontre également de bonnes performances en demi-fond. Il remporte son second titre national sur 1 500 mètres. Il prend ensuite part aux Jeux sud-américains à Cochabamba sur la même distance. Au terme d'une course serrée avec le Chilien Carlos Díaz, il termine sur la deuxième marche du podium pour 41 centièmes. Il conclut sa saison en effectuant une excellente course au marathon de Berlin. Il se classe neuvième en 2 h 12 min 57 s, améliorant son record personnel et terminant meilleur athlète latinoaméricain.
Le 27 juillet 2019, il prend part au marathon des Jeux panaméricains à Lima. Aidant son compatriote Cristhian Pacheco à remporter la victoire et à décrocher un nouveau record national du marathon en 2 h 9 min 31 s, Willy termine à la sixième place,.

## Vie privée
Il est marié à la marathonienne Jovana de la Cruz. Sa sœur Clara est championne d'Amérique du Sud de semi-marathon 2017.

## Palmarès

### Piste
| Année | Compétition                                         | Lieu       | Place | Épreuve  | Temps          |
| ----- | --------------------------------------------------- | ---------- | ----- | -------- | -------------- |
| 2009  | Championnats d'Amérique du Sud juniors d'athlétisme | São Paulo  | 2e    | 5 000 m  | 14 min 42 s 45 |
| 2010  | Championnats du Pérou d'athlétisme                  | Lima       | 1er   | 5 000 m  | 14 min 58 s 4  |
| 2012  | Championnats d'Amérique du Sud espoirs d'athlétisme | São Paulo  | 3e    | 10 000 m | 30 min 33 s 11 |
| 2013  | Jeux bolivariens                                    | Trujillo   | 10e   | 1 500 m  | 3 min 57 s 53  |
| 2015  | Championnats d'Amérique du Sud d'athlétisme         | Lima       | 10e   | 5 000 m  | 14 min 48 s 00 |
| 2018  | Championnats du Pérou d'athlétisme                  | Lima       | 1er   | 1 500 m  | 3 min 49 s 9   |
| 2018  | Jeux sud-américains                                 | Cochabamba | 2e    | 1 500 m  | 3 min 51 s 23  |

### Route/cross
| Année | Compétition                                            | Lieu        | Place | Épreuve       | Temps           |
| ----- | ------------------------------------------------------ | ----------- | ----- | ------------- | --------------- |
| 2010  | Championnats d'Amérique du Sud junior de cross-country | Guayaquil   | 2e    | Cross-country | 24 min 34 s     |
| 2014  | Semi-marathon de Toronto                               | Toronto     | 2e    | Semi-marathon | 1 h 4 min 51 s  |
| 2015  | Marathon de Toronto                                    | Toronto     | 9e    | Marathon      | 2 h 14 min 24 s |
| 2016  | Semi-marathon de Lima                                  | Lima        | 2e    | Semi-marathon | 1 h 2 min 18 s  |
| 2017  | Marathon de Los Angeles                                | Los Angeles | 5e    | Marathon      | 2 h 14 min 53 s |
| 2017  | Marathon de Mexico                                     | Mexico      | 5e    | Marathon      | 2 h 18 min 46 s |
| 2018  | Championnats du monde de semi-marathon                 | Valence     | 27e   | Semi-marathon | 1 h 2 min 11 s  |
| 2018  | Marathon de Berlin                                     | Berlin      | 9e    | Marathon      | 2 h 12 min 57 s |
| 2019  | Jeux panaméricains                                     | Lima        | 6e    | Marathon      | 2 h 13 min 22 s |
| 2019  | Marathon des Andes                                     | Huancayo    | 2e    | Marathon      | 2 h 22 min 10 s |

### Course en montagne
| no  | masculin      | Course                                               | Longueur | Départ          | Temps       |
| --- | ------------- | ---------------------------------------------------- | -------- | --------------- | ----------- |
| 1re | Médaille d'or | Championnats d'Amérique du Sud de course en montagne | 12 km    | 21 juillet 2013 | 58 min 51 s |

## Records
| Épreuve       | Performance     | Date             | Lieu      |
| ------------- | --------------- | ---------------- | --------- |
| 1 500 mètres  | 3 min 49 s 9    | 20 avril 2018    | Lima      |
| 3 000 mètres  | 8 min 22 s 78   | 28 juin 2014     | Lima      |
| 5 000 mètres  | 13 min 47 s 65  | 19 avril 2019    | Torrance  |
| 10 000 mètres | 28 min 27 s 00  | 2 mai 2019       | Palo Alto |
| 10 kilomètres | 29 min 7 s      | 27 novembre 2016 | Lima      |
| 20 kilomètres | 59 min 1 s (RN) | 24 mars 2018     | Valence   |
| Semi-marathon | 1 h 2 min 11 s  | 24 mars 2018     | Valence   |
| Marathon      | 2 h 12 min 33 s | 31 mai 2021      | Prague    |